# Elessär
Elessär es una banda argentina de Metal Sinfónico fundada en el 2007 por músicos de la ciudad de Neuquén, en la patagonia argentina. Su sonido se encuentra muy influenciado por bandas europeas del Symphonic Metal, un sonido que resulta característico tanto por la inclusión de una voz lírica femenina como por destacados arreglos orquestales.

## Reseña biográfica
Si bien Elessär es un término que pertenece al escritor J.R.R. Tolkien (que denomina a una piedra elfica mágica con poderes curativos) la banda decidió acuñar la palabra no por su significado, sino por su sonoridad y morfología. Luego de varios cambios de integrantes, Elessär ha logrado una formación estable con la cual comenzó a desarrollar "Dark Desires", su primer álbum independiente. Los cambios de músicos en la banda influyeron notablemente en la composición del disco, el cual es el resultado de la fusión de distintos enfoques compositivos, combinando diferentes matices y experiencias a través del tiempo.
En el año 2012 la banda comenzó a grabar independientemente  lo que sería su primer trabajo discográfico: “Dark Desires”, el cual fue editado a principios del 2013. Gracias a sus composiciones originales, sus melodías con diversos matices y un sonido extraordinario han logrado cautivar a un numeroso y heterogéneo público. Este primer álbum obtuvo reseñas tanto nacionales como internacionales (Bélgica, Inglaterra, EE. UU.) altamente positivas que se publicaron en distintos medios especializados.
Alemania, Japón, Colombia, Bélgica, Inglaterra, USA, Francia, Canadá e Italia, son algunos de los países en los cuales “Dark Desires” ha cosechado innumerables elogios a partir de la venta de una suma importante de discos en dichos lugares.
A finales del 2014 la banda publicó “Dark Desires” su primer videoclip que cuenta con más de 260 mil reproducciones hasta entonces. A lo largo del 2015 el grupo participó de un concurso a nivel nacional organizado por Icarus Music (sello especializado en Metal) del cual resultaron ganadores por mayoría de votos de todo el territorio argentino logrando así ser la única banda telonera del show de Epica, agrupación holandesa más representativa del género que actuó a sala llena en el Teatro Flores de Buenos Aires.
Además, ese mismo año obtuvieron el segundo lugar en un concurso organizado a nivel mundial por Nuclear Blast (sello alemán más grande de metal) quienes junto a la banda Nightwish buscaban la mejor versión del tema “Elan”, perteneciente a su último álbum “Endless forms most beautiful” (2015). Elessär fue la única banda del continente americano en ingresar entre los primeros lugares, ubicándose en el segundo puesto.
Durante todo el 2017 y 2018 la banda se ha estado dedicando a producir su segundo álbum independiente titulado “Kósmos”, que fue lanzado el 1 de abril del corriente año en formato físico y en las plataformas de streaming más importantes.

### Elessär -Kósmos(2019)
Kósmos es un disco conceptual. El término griego Kósmos (‘orden’) era usado en la antigüedad para referirse principalmente a la armonía y al orden inherente de un mundo entendido como un todo. Pero este orden o armonía es redefinida en este contexto y usada de una forma completamente distinta al habitual, o incluso hasta contraria, ya que es entendida ya no para referirse a la “exterioridad” o al mundo “ahí afuera”, sino más bien como una extrapolación de nuestros estados internos experienciados y desde los cuales interpretamos el mundo y nos abrimos a él. De esta manera, la principal crítica que se realiza en Kósmos es que si bien la contemplación del Kósmos externo nos puede servir como medio de asombro y reflexión, el hacer primar lo externo a lo interno nos termina haciendo perder un punto de referencia mucho más vital: miramos demasiado hacia afuera (hacia las estrellas), y poco hacia adentro (es decir, hacia nosotros mismos). Lo que se plantea de fondo es entonces una crítica al objetivismo o realismo que primó siempre en el pensamiento humano y por lo tanto, pone en el centro la necesidad de la introspección o autoconocimiento como un medio más fundamental para conectarnos con nosotros mismos y con la totalidad de la cual formamos parte.

Temas:
1. Ultimate Escape
2. Ímpetus
3. Introducing the Majestic
4. Afraid
5. Eternity
6. Kósmos
7. Inside
8. The Way
9. What Precedes Us
10. Be Still
11. Truth
12. Inside the Kósmos

## Discografía
- Dark Desires (2013)[5]
- Kosmos (2019)

## Videoclip
Dark Desires (2014)
My soul my life 
Élan Cover Contest - (Acoustic Cover)
Afraid (2019)
Kósmos - Unplugged 